# Eye Tooth Falls
Die Eye Tooth Falls sind ein Wasserfall bislang nicht ermittelter Fallhöhe im Westland District der Region West Coast auf der Südinsel Neuseelands. In den Neuseeländischen Alpen liegt er im Quellgebiet des Otoko River unterhalb des 2643 m hohen Mount Dechen und wird durch das Schmelzwasser des McCardell-Gletschers gespeist.